# Dongou
Dongou es una localidad de la República del Congo, constituida administrativamente como un distrito del departamento de Likouala en el noreste del país.
En 2011, el distrito tenía una población de 19 365 habitantes, de los cuales 9547 eran hombres y 9818 eran mujeres.
Se desarrolló como localidad importante a partir del acuerdo fronterizo franco-alemán de 1911 que creó el territorio alemán de Neukamerun. Dongou, que era una de las localidades más importantes de la zona que habían quedado fuera de la cesión a Alemania, se convirtió en un asentamiento importante para los colonos franceses en los años siguientes. A mediados del siglo XX, cuando se produjo la independencia de la República del Congo, Dongou era el principal centro económico de la región, pero con el tiempo fue perdiendo importancia.
Se ubica junto a la frontera con la República Democrática del Congo marcada por el río Ubangui, unos 40 km al norte de la capital regional Impfondo.